# San Mateo (ort i Colombia, Boyacá, lat 6,40, long -72,55)
San Mateo är en ort i Colombia.   Den ligger i departementet Boyacá, i den centrala delen av landet, 260 km nordost om huvudstaden Bogotá. San Mateo ligger 2 627 meter över havet och antalet invånare är 1 634.
Terrängen runt San Mateo är huvudsakligen bergig, men åt sydväst är den kuperad. Runt San Mateo är det ganska tätbefolkat, med 78 invånare per kvadratkilometer. Närmaste större samhälle är Soatá, 16,2 km sydväst om San Mateo. I omgivningarna runt San Mateo växer i huvudsak städsegrön lövskog.